# James Buckley
James Patrick Buckley, född 14 augusti 1987, är en brittisk skådespelare, standup-komiker och musiker, mest känd för sin roll som Jay Cartwright i TV-serien The Inbetweeners.

## Karriär
Buckley föddes i Croydon i södra London, och redan som 11 år gammal fick han sina första skådespelarengagemang i West End-musikalerna Whistle Down the Wind som Clarence och i Les Misérables som Gavroche.
2001 fick Buckley sin första TV-roll i sitcomserien 'Orrible, men genombrottet kom först 2008 då han fick rollen som Jay Cartwright i TV-serien The Inbetweeners. I samband med serien gjordes även två långfilmer, The Inbetweeners Movie (2011) samt uppföljaren The Inbetweeners 2 (2014). För Red Nose Day 2011 åkte Buckley och de övriga huvudrollsinnehavarna från serien på en roadtrip, där de besökte Storbritanniens mest oförskämda ortsnamn på 50 timmar.
Buckley är även verksam som röstskådespelare, och har bland annat jobbat tillsammans med AllAboutCareers.com för att ta fram en animation för deras webbsida. Buckley är även berättarröst i TV-serien Little Box of Horrors.
Sedan 2017 har han även en av huvudrollerna i TV-serien White Gold, där han spelar mot förre The Inbetweeners-kollegan Joe Thomas.

### Musik och YouTube-kanal
Buckley spelar huvudrollen i musikvideon till låten "The Unsung" av bandet States of Emotion. Han sjunger och spelar gitarr på Steve Cradocks album Peace City West. 2012 gjorde Buckley debut som regissör, då han regisserade och spelade huvudrollen i en musikvideo för bandet The Milk.
I april 2016 startade Buckley en egen kanal på YouTube med namnet Completed It Mate, som inriktar sig på datorspel. Kanalen hade över 350 000 prenumeranter i augusti 2018.

## Privatliv
Buckley är gift med den skotska före detta modellen Clair Meek sedan 3 november 2012. Paret har två barn ihop och bor i Kilmarnock. Buckley och hans fru är stora fans av the Beatles. Deras äldsta son, Harrison är uppkallad efter George Harrison, och deras yngsta son, Jude är uppkallad efter Beatleslåten "Hey Jude".
Buckleys favoritlag i fotboll är Crystal Palace F.C., och hans favoritband är Oasis.

## Filmografi

### Film
| År   | Titel                              | Roll            | Noter    |
| ---- | ---------------------------------- | --------------- | -------- |
| 2002 | Veronique                          | Pojke           | Kortfilm |
| 2011 | Everywhere and Nowhere             | Jamie           |          |
| 2011 | The Inbetweeners Movie             | Jay Cartwright  |          |
| 2013 | Charlie Countryman                 | Luke            |          |
| 2014 | The Inbetweeners 2                 | Jay Cartwright  |          |
| 2014 | The Pyramid                        | Fitzie          |          |
| 2016 | Popstar: Never Stop Never Stopping | Sponge          |          |
| 2016 | The Comedian's Guide to Survival   | James Mullinger |          |

### TV
| År           | Titel                       | Roll                                         | Noter |
| ------------ | --------------------------- | -------------------------------------------- | --- |
| 2001         | 'Orrible                    | Ryan                                         | Avsnittet: "Two Men and a Bastard" |
| 2004         | Teachers                    | John                                         | 2 avsnitt |
| 2005–08      | The Bill                    | Tom Wilkinson / Joseph Rake / Marcus Stepney | 3 avsnitt |
| 2006         | Holby City                  | Ali Wilkinson                                | Avsnittet: "Better the Devil You Know" |
| 2006         | Baggy Trousers              | Neil                                         | Pilotavsnitt |
| 2007         | Skins                       | Simon                                        | Avsnittet: "Michelle" |
| 2007         | Sold                        | Wayne                                        | Avsnittet: "1.1" |
| 2008–2010    | The Inbetweeners            | Jay Cartwright                               | 18 avsnitt Nominerad – British Comedy Award för Best Comedy Actor (2010) Nominerad – BAFTA for Best Male Performance in a Comedy Role (2011) Nominerad - Royal Television Society Award för Best Comedy Performance (2011) |
| 2009         | Off the Hook                | Fred                                         | 7 avsnitt |
| 2010         | Comedy Lab                  | Rob                                          | Avsnittet: "Filth" |
| 2010–11      | Rock & Chips                | Del Boy                                      | 3 avsnitt |
| 2011         | The Comic Strip Presents... | Sergeant                                     | Avsnittet: "The Hunt for Tony Blair" |
| 2011         | Little Box of Horrors       | Himself                                      | 6 avsnitt |
| 2014         | The Boy in the Dress        | Mr Norris                                    | TV-film |
| 2016–present | Zapped                      | Brian Weaver                                 | 9 avsnitt |
| 2016         | Impractical Jokers          | Himself                                      | Avsnittet: "British Invasion" |
| 2017–present | White Gold                  | Brian Fitzpatrick                            | 6 avsnitt |
| 2017         | Red Dwarf                   | Mechanoid                                    | Avsnittet: "Siliconia" |
| 2018         | I Feel Bad                  | Chewy                                        | 13 avsnitt |
| 2019         | Doctor Who                  | Nevi                                         | Avsnittet: "TBC Title" |